# Operation Z

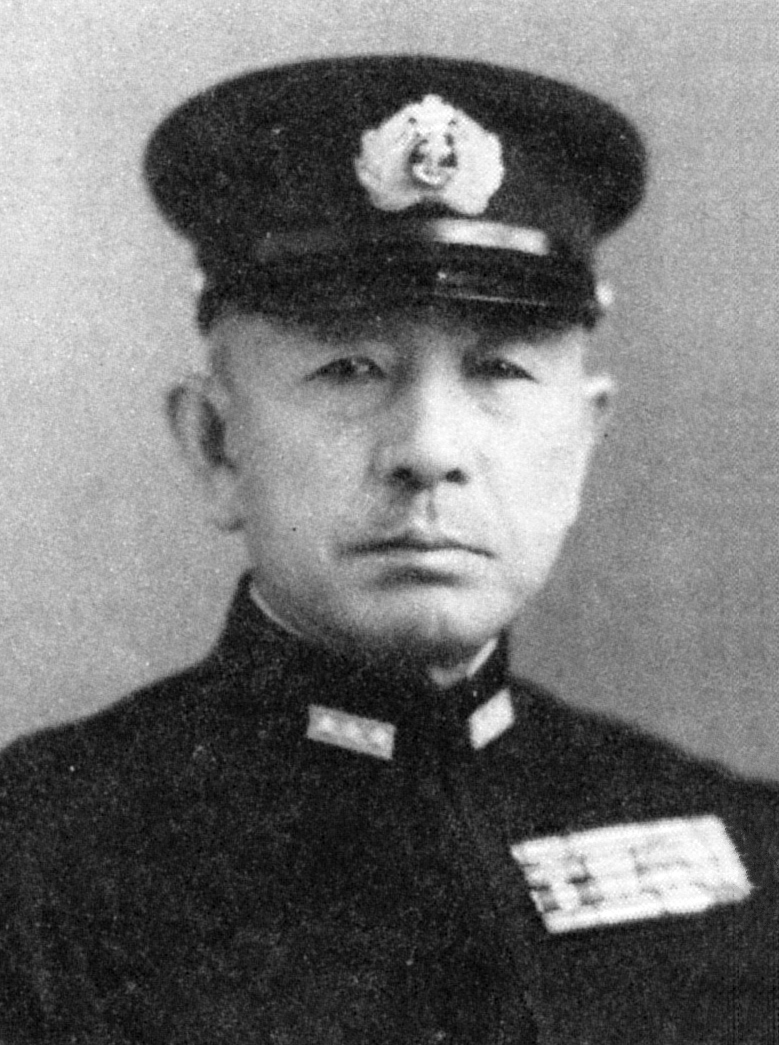
Admiral Koga Mineichi

Die Operation Z (新Z号作戦 shin-Z-gō sakusen, wörtlich etwa „Strategie Nr. Neu-Z“) war ein Plan der japanischen Streitkräfte im Pazifikkrieg während des Zweiten Weltkriegs zur Verteidigung der Marianeninseln und insbesondere von Saipan. Der Oberbefehlshaber der Kombinierten Flotte, Admiral Koga Mineichi, zeichnete verantwortlich für dessen Entwicklung. Der Plan wurde vom Generalstab der Kaiserlich Japanischen Marine mit dem Titel „Geheimbefehl Nr. 73 der Kombinierten Flotte“ (機密連合艦隊命令作第七三号 kimitsu rengō kantai meirei-saku dai-nanajūsan-gō, englisch Combined Fleet Secret Operations Order No. 73) genehmigt und die endgültige Version wurde am 8. März 1944 herausgegeben. Admiral Toyoda Soemu brachte den Plan nach Kogas Tod am 31. März 1944 dann zur Ausführungsreife.

## Vorgeschichte

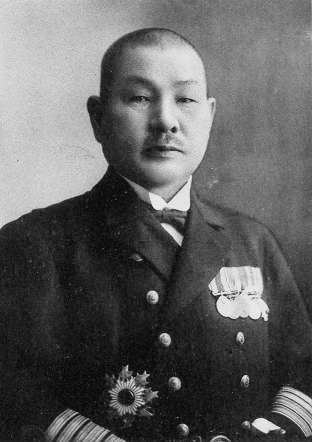
Admiral Toyoda Soemu

Im Frühjahr 1943 sah sich die japanische Armee alliierten Gegenangriffen von Westen und Osten ausgesetzt, vor allem in den südöstlichen Gebieten. Dies waren ins besonders Angriffe auf Luftwaffenstützpunkte im Osten Neuguineas, Rückeroberungsoperationen in Burma aufgrund verbesserter Kriegsfähigkeiten im Indischen Ozean wegen des Falls von Tunis und die Verteidigung in nordöstlichen Gebieten nach schweren Angriffen auf die Garnisonstruppen auf Attu. Im kaiserlichen Generalhauptquartier (IGHQ) benötigten sowohl die Armee als auch die Marine eingehende Untersuchungen, wie die allgemeine Kriegssituation in der Zukunft zu lenken sei.
Am 30. Juni starteten die alliierten Streitkräfte gleichzeitig und unerwartet ihre Landungsoperationen in der Nassau Bucht, rund 20 km südlich von Salamaua und Rendova in den Zentral-Salomonen und landeten zudem auch auf New Georgia am gegenüberliegenden Ufer von Rendova. Was die Operationen in den südöstlichen Gebieten betraf, begann eine neue Phase, da ein neues Zentralabkommen wirksam wurde, das den Rückzug aus den Zentral-Salomonen am 13. August und den Rückzug aus Lae-Salamaua am 30. August beinhaltete. Auch die Marine hatte jetzt ein Interesse an der Verteidigungslinie für einen Rückzugsplan im Pazifischen Ozean, wie er bisher von der Armee vorgeschlagen wurde. Doch beide Parteien der japanischen Streitkräfte waren sich in der Vorgehensweise dazu nicht einig. Nur eines wurde sehr schnell klar: die Marshall- und Gilbertinseln wurden als sehr vorteilhafte Schlachtfelder betrachtet und sollten so weit wie möglich in eigener Hand behalten werden.

## Der Z-Plan
Admiral Koga legte seinen dazu ausgearbeiteten Verteidigungsplan unter dem Decknamen Z am 25. August 1943 vor. Hierin hatte er Verteidigungspläne gegen alliierte Angriffe auf Japans Besitzungen im Südpazifik skizziert, und der Plan beinhaltete ebenso Vorkehrungen für den Einsatz der amerikanischen Flotte in einer Entscheidungsschlacht.
Anfang Februar 1944 erhielt Koga, der sich in Tokio aufhielt, die Zustimmung des Generalstabs, den Plan zu ändern, indem die japanischen Streitkräfte um eine überarbeitete letzte Verteidigungslinie herum verteilt wurden. Zudem erhielt er auch die Genehmigung, die Flotte in Truk zu befehligen, anstatt in Tokio zu bleiben. Unterdessen griffen amerikanische Flugzeuge vom 16. bis 18. Februar Truk an, versenkten mehrere japanische Kriegs- und Handelsschiffe und zerstörten etwa 300 Flugzeuge. Damit war das Atoll für die Japaner als Flottenstützpunkt unbrauchbar geworden. Am 23. Februar ging Koga an Bord des Schlachtschiffes Musashi und begab sich nach Palau in den westlichen Karolinen. Von dort aus, etwa 2.400 Kilometer östlich von Truk, sollte der Z-Plan gestartet werden.
Laut dem Plan war die Verteidigungslinie zwischen den Marianen und Palau bis zum Tod zu halten. Sollte diese Linie verloren gehen, so glaubte Koga, gäbe es für Japan keine weitere Chance mehr. Daher wählte er zwei Landbasen aus, von denen er die Operationen leiten würde. Sollte der nächste Schlag nach Norden kommen, würde er von Saipan aus kommandieren. Sollte der Schlag nach Süden gerichtet sein, würde er von Davao aus befehlen. Koga war entschlossen, seinen letzten Widerstand zu leisten und folglich entweder bei Saipan oder Davao in Verteidigung dieser Linie zu sterben. Die neue Strategie nutzte landgestützte Luftstreitkräfte als Hauptstärke, die mit Flotteneinheiten möglichst vollständig kooperieren sollten.
Zwei Wochen später erstellten die Mitarbeiter von Koga ein Papier mit dem Titel „Eine Studie über die Hauptmerkmale entscheidender Flugoperationen im Zentralpazifik“. Darin wurden Lufttaktiken erörtert, die während der entscheidenden Schlacht verwendet werden könnten, um der amerikanischen Marineoffensive entgegenzuwirken und die US-Pazifikflotte zu zerstören. Da Koga davon überzeugt war, dass die amerikanische Flotte über die Marianeninseln, oder die Palauinseln, oder auch über Neuguinea in die Philippinensee einbrechen würde, begab er sich umgehend daran den Großteil seiner Streitkräfte zu konsolidieren, mehr Flugzeuge zu beschaffen und Ersatzpiloten auszubilden.

## Die Aufdeckung des Plans
Am 31. März kam Koga auf einem Flug nach Davao im philippinischen Archipel ums Leben, als sein Flugboot, eine Kawanishi H8K, während eines Sturms ins Meer stürzte. Kogas Stabschef, Vizeadmiral Fukudome Shigeru, der eine Kopie des Plans bei sich trug, flog dieselbe Route in einem anderen Flugzeug. Nachdem er versucht hatte, denselben Sturm zu umfliegen, stürzte seine Maschine in der Nähe der Insel Cebu ab. Im Gegensatz zu Koga konnten sich Fukudome und neun andere ans Ufer retten, wo sie von philippinischen Guerillas gefangen genommen wurden. Durch den Verlust dieser beiden Flugzeuge mit ihren wichtigen Passagieren und Dokumenten übten die Japaner intensiven Druck auf die lokale Bevölkerung aus, und Fukudome und die anderen wurden schließlich freigelassen. Der Vorfall wurde in Japan als Ōtsu-Zwischenfall bekannt.
Während sich Fukudome und seine Begleiter noch in Gewahrsam der philippinischen Guerillas befanden, hatte die US-Seite die Notlandung eines japanischen Flugzeuges im Meer nahe der Insel Cebu bestätigt und die vertraulichen Dokumente entdeckt. Der Guerilla-Kommandant, Oberstleutnant John Cushing, ein amerikanischer Bergbauingenieur und Reserveoffizier, funkte das Hauptquartier von General Douglas MacArthur an und berichtete, dass er zwei relativ neue japanische Operationskarten hatte, die Marine- und Luftwaffenstützpunkte, Funkstationen, Notlandeplätze, Triangulationspunkte, eingezeichnete Höhenzüge und mehr zeigen. Diese Karten deckten Palau, die Philippinen, den größten Teil von Französisch-Indochina, die Insel Hainan und Südchina ab. Er würde die Karten zusammen mit Papieren und Feldbefehlen von Gefangenen an seinen Vorgesetzten, Oberstleutnant Edwin D. Andrews auf Süd-Negros schicken, und sie würden dort in ungefähr zwei Wochen eintreffen. Daraufhin schickte das SWPA-Hauptquartier ein U-Boot, die Crevalle, um die Dokumente schneller zu holen.
Unterdessen waren die Japaner, die ihre Suche nach Koga aufgegeben hatten, immer noch besorgt über die fehlenden Dokumente, die sich ihrer Meinung nach auf Cebu befinden mussten. Sie setzten sogar eine Belohnung von 50.000 Pesos (ca. 25.000 $) für den Finder aus.
Am Morgen des 10. April wurden Fukudome und seine Mitgefangenen freigelassen. Fukudome flog dann am 15. April nach Manila. Fünf Tage später reiste er nach Tokio ab. Die anderen Überlebenden flogen nach Saipan und dann nach Tokio, um über den Vorfall befragt zu werden.
Am 19. Mai traf die Crevalle unter dem Kommando von Lieutenant Commander Francis David Walker mit dem Z-Plan in Darwin, Australien ein, der dann per Flugzeug nach Brisbane zum Geheimdienst der australischen Armee transportiert wurde. Nachdem alle Dokumente dupliziert worden waren, wurde der Koffer in die Nähe der Untergangsstelle gebracht, um von japanischer Seite entdeckt zu werden. Schließlich wurde der Dokumentenkoffer von einem Eingeborenen der Insel Cebu entdeckt, der ihn an die Japaner zurückgab. Die japanische Marineführung hinterfragte den Vorgang mit den Geheimdokumenten nicht, da sie unversehrt zurückgegeben wurden. Zu dieser Zeit führte das Marinepersonal einen langen Streit über die Behandlung von Fukudome und nicht über die vertrauliche Dokumentation. Da es sich bei denen, die ihn gefangen hielten, nur um eine lokale Guerillagruppe und nicht um eine reguläre Armee handelte, bedeutete dies, dass sie keine offiziellen Kriegsgefangenen waren. Diese Theorie führte dazu, dass Fukudome und die anderen einer Bestrafung entgingen. Im Gegenteil verheimlichte die Kaiserlich Japanische Marine die Tatsachen und beförderte Fukudome kurz darauf zum Chef der 2. Luftflotte.

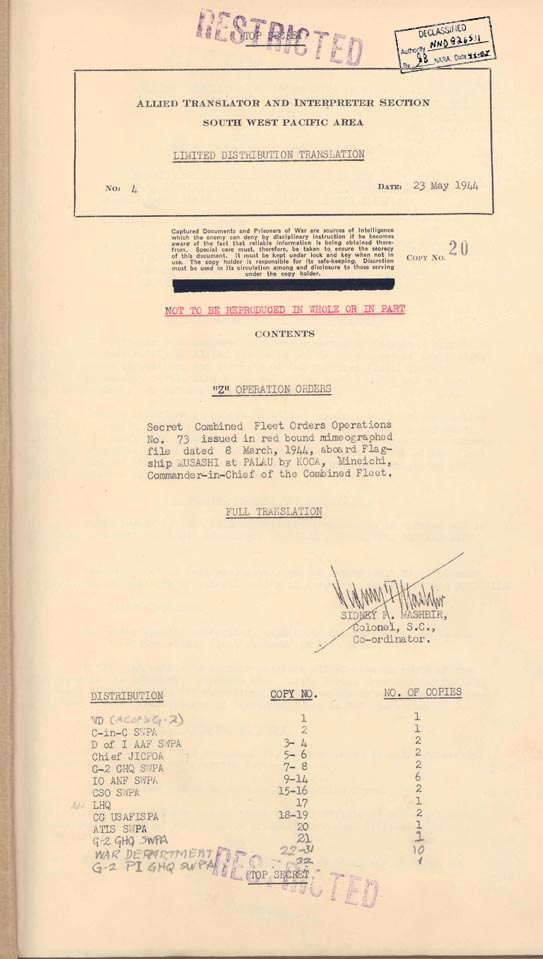
Titelseite des Z-Plans

Major John E. Anderton bei ATIS (Allied Translator and Interpreter Section) in Australien entdeckte unter den gefundenen Dokumenten eines, das sofort seine Aufmerksamkeit erregte. Es trug auf dem Deckblatt ein großes Z.
Colonel Sidney T. Mashbir, der leitende Offizier bei ATIS, wies seine drei besten Offiziere an, eine grobe Übersetzung vorzubereiten, die er anschließend von zwei Nisei-Übersetzern, Yamashiro Kiyoshi und Yamada Yoshikazu, überprüfen ließ. Schnell war klar, dass es sich bei den Papieren um einen japanischen Verteidigungsplan handelte. Mashbir erstellte 20 Kopien und schickte eine Kopie per Flugzeug an das Hauptquartier von Admiral Nimitz auf Hawaii.
Als die Kopie der ATIS-Übersetzung in Hawaii ankam, bemängelte der Flottengeheimdienstoffizier, Captain Edwin T. Layton, die ATIS-Übersetzung, die, wie er meinte, „von jemandem übersetzt worden war, der mit der japanischen Marineterminologie nicht vertraut war“. und übersetzte das Dokument selbst noch einmal. Einige Tage später druckte das Joint Intelligence Center, Pacific Ocean Areas (JICPOA), die überarbeitete Übersetzung und verteilte sie an die Kommandanten der Flotte.

## Auswirkungen auf den Pazifikkrieg
Die Aufdeckung des Z-Plans durch den amerikanischen Geheimdienst führte unter anderem dazu, dass die Amerikaner nun geplante japanische Ablenkungstaktiken vorhersehen und durchschauen konnten, die zum Sieg der USA in der Schlacht in der Philippinensee am 19. und 20. Juni 1944 führten.
Nach wochenlangen Bombardements gingen die US-Marines am 15. Juni 1944 auf Saipan an Land. Als Reaktion darauf führten japanische Marinekommandanten unter dem Oberbefehl von Admiral Shimada Shigetarō die Operation A-gō (あ号作戦, A-gō sakusen) durch, die auf dem kompromittierten Z-Plan basierte. Die japanische Kombinierte Flotte und die US-Marine trafen sich im Westpazifik zwischen den Marianen und den Philippinen. Die Schlacht in der Philippinischen See wurde zur größten Trägerschlacht des Krieges. Neben dem aufgedeckten japanischen Z-Plan hatten die Amerikaner einen weiteren entscheidenden Vorteil: Navy-Sprachoffiziere belauschten den Funkkanal des japanischen Luftkoordinators und führten amerikanische Piloten zu ihren Zielen. Das Ergebnis war die fast vollständige Zerstörung der eingesetzten japanischen Marineluftstreitkräfte. Die amerikanischen Piloten sprachen aufgrund des großen Erfolges spöttisch vom „Great Marianas Turkey Shoot“.
Die Landungen auf Leyte in den Philippinen am 17. Oktober 1944 provozierten die kaiserlich-japanische Marine zu einem entscheidenden Engagement. Dies wurde zu einer der großen Seeschlachten des Krieges, der See- und Luftschlacht im Golf von Leyte. Die Kombinierte Flotte folgte wiederum der im Z-Plan festgelegten Grundstrategie. Im größten Seegefecht des Pazifikkrieges zerstörte die amerikanische Marine daraufhin fast die gesamte japanische Flotte, die nie wieder eine ernsthafte Bedrohung darstellte.